# بناهای تاریخی پادشاهی آستوریاس و ابیه‌دو
بناهای تاریخی پادشاهی آستوریاس و ابیه‌دو عنوانی است که یونسکو به مجموعه‌ای از بناهایی با سبک معماری آستوریایی داده است که در دوران پادشاهی آستوریاس ساخته شده‌اند و امروزه در ناحیه خودمختار شاهزاده‌نشین آستوریاس در اسپانیا قرار دارند. این بناها در سال ۱۹۸۵ با عنوان «کلیساهای پادشاهی آستوریاس» به عنوان میراث جهانی ثبت شدند، و در سال ۱۹۹۸ این عنوان گسترش یافت تا شامل کامرا سانتا، فونکالادا و سان خولیان دِ لُس پرادوس نیز بشود.
هنر و معماری موسوم به  معماری آستوریایی، بخشی از هنر پیشارومانسک است که در بخش‌هایی از شبه‌جزیره ایبری، مجاور دریای کانتابری، و در مناطقی که در پایان قرن هشتم از اشغال مسلمانان آزاد مانده بودند (پس از شکست در نبرد گوادالته و تهاجم سارازن)، شکل گرفت و تا آغاز قرن دهم ادامه یافت، زمانی که این سبک در نهایت تحت تأثیر هنر رمانسک وارداتی از فرانسه قرار گرفت و در آن جذب شد.
اگرچه این سبک دنباله‌رو سبک ویزیگوتی است، نمی‌توان آن را وارث واقعی آن دانست؛ چرا که تنها به‌طور تصادفی برخی از عناصر اصلی آن، مانند قوس نعل اسبی، را حفظ کرده است. و اگرچه احتمالاً در آغاز، تقلیدی بسیار ضعیف از هنر ویزیگوتی بوده، اما خیلی زود ویژگی‌های تازه و اصیلی را بروز می‌دهد—عناصری که احتمالاً از شرق یا لمباردی وارد شده‌اند—و همین ویژگی‌هاست که به این سبک جلوه‌ای خاص می‌بخشد و آن را به‌عنوان پیش‌درآمد هنر رمانسک متمایز می‌سازد.